# 利辛県
利辛県（りしん-けん）は、中華人民共和国安徽省亳州市に位置する県。

## 行政区画
- 鎮:城関鎮、闞疃鎮、張村鎮、江集鎮、旧城鎮、西潘楼鎮、孫集鎮、汝集鎮、鞏店鎮、王人鎮、王市鎮、永興鎮、馬店孜鎮、大李集鎮、胡集鎮、展溝鎮、程家集鎮、中疃鎮、望疃鎮、城北鎮
- 郷:紀王場郷、孫廟郷、新張集郷